# Josef Janás
Josef Janás (15. ledna 1934 Suchov – 23. února 2009 Brno) byl český vysokoškolský pedagog, prorektor Masarykovy univerzity a děkan Pedagogické fakulty Masarykovy univerzity . Zabýval se zejména didaktikou fyziky a pregraduální přípravou učitelů.

## Život
Vystudoval Pedagogickou a Přírodovědeckou fakulta UJEP obor matematika-fyzika. V roce 1972 získal po úspěšném rigorózním řízení na Přírodovědecké fakultě UJEP titul RNDr., a v roce 1981 obdržel titul CSc., v oboru teorie vyučování fyzice. Habilitoval se v roce 1987 v oboru teorie vyučování fyzice.
Svou pracovní kariéru zahájil jako učitel na střední škole v Zastávce u Brna. Od roku 1987 až do konce života pak působil na Pedagogické fakultě MU. V letech 1991 až 1996 působil jako děkan Pedagogické fakulty Masarykovy univerzity a v letech 1996 až 1998 pak jako prorektor Masarykovy univerzity.

## Ocenění
13. dubna 1999 mu byla udělena Zlatá medaile Masarykovy univerzity.